# Ampelocissus xizangensis
Ampelocissus xizangensis är en vinväxtart som beskrevs av Chao Luang Li. Ampelocissus xizangensis ingår i släktet Ampelocissus och familjen vinväxter. Inga underarter finns listade i Catalogue of Life.